# Эстер (Аляска)
Эстер (англ. Ester) — статистически обособленная местность, расположенная в боро Фэрбанкс-Норт-Стар (штат Аляска, США) с населением в 2422 человек по данным переписи 2010 года.

## География
По данным Бюро переписи населения США статистически обособленная местность Эстер имеет общую площадь в 167,57 км², из которых 167,31 км² занимает суша и 0,26 км² — вода. Площадь водных ресурсов составляет 0,16 % от всей его площади.
Статистически обособленная местность Эстер расположена на высоте 221 метр над уровнем моря.

## Демография
По данным переписи населения 2000 года в Эстер проживало 1680 человек, 386 семей, насчитывалось 727 домашних хозяйств и 814 жилых домов. Средняя плотность населения составляла около 10 человек на один квадратный километр. Расовый состав Эстер по данным переписи распределился следующим образом: 87,44 % белых, 0,89 % — чёрных или афроамериканцев, 4,58 % — коренных американцев, 0,71 % — азиатов, 0,3 % — выходцев с тихоокеанских островов, 5,12 % — представителей смешанных рас, 0,95 % — других народностей. Испаноговорящие составили 2,5 % от всех жителей статистически обособленной местности.
Из 727 домашних хозяйств в 28,5 % — воспитывали детей в возрасте до 18 лет, 43,1 % представляли собой совместно проживающие супружеские пары, в 6,5 % семей женщины проживали без мужей, 46,9 % не имели семей. 35,2 % от общего числа семей на момент переписи жили самостоятельно, при этом 1,0 % составили одинокие пожилые люди в возрасте 65 лет и старше. Средний размер домашнего хозяйства составил 2,2 человек, а средний размер семьи — 2,91 человек.
Население статистически обособленной местности по возрастному диапазону по данным переписи 2000 года распределилось следующим образом: 22,7 % — жители младше 18 лет, 8,2 % — между 18 и 24 годами, 40,8 % — от 25 до 44 лет, 25,8 % — от 45 до 64 лет и 2,4 % — в возрасте 65 лет и старше. Средний возраст жителей составил 34 года. На каждые 100 женщин в Эстер приходилось 119,6 мужчин, при этом на каждые сто женщин 18 лет и старше приходилось 116,3 мужчин также старше 18 лет.
Средний доход на одно домашнее хозяйство в статистически обособленной местности составил $50 461, а средний доход на одну семью — $73 750. При этом мужчины имели средний доход в $41 713 в год против $24 850 среднегодового дохода у женщин. Доход на душу населения в статистически обособленной местности составил $29 155 в год. 4,9 % от всего числа семей и 8,1 % от всей численности населения находилось на момент переписи населения за чертой бедности, при этом 9,8 % из них были моложе 18 лет и ни одного в возрасте 65 лет и старше.